# Villareggio
Villareggio è l'unica frazione di Zeccone in provincia di Pavia.

## Storia
Il piccolo centro agricolo di Villareggio fu citato per la prima volta nel 1181 come Villa Regia. Verosimilmente a Villaregio sorgeva una villa per la caccia da Teodorico e, a Villaregio, fu rinvenuta nell'Ottocento la grande epigrafe in marmo forse di Severino Boezio.
Con la suddivisione della Lombardia austriaca in province (1786) Villareggio fu assegnata alla provincia di Pavia.
In età napoleonica Villareggio appartenne all'effimero dipartimento del Ticino, con capoluogo Pavia, e allo scioglimento di questo al dipartimento d'Olona, con capoluogo Milano. Con la costituzione del Regno Lombardo-Veneto (1815) Villareggio fu assegnata alla provincia di Pavia.
All'Unità d'Italia (1861) il comune contava 238 abitanti. Nel 1871 il comune di Villareggio fu aggregato a quello di Zeccone.